# Kanton Écouché
Der Kanton Écouché war von 1790 bis 2015 ein französischer Wahlkreis im Arrondissement Argentan, im Département Orne und in der Region Normandie; sein Hauptort war Écouché. Der Kanton war 189,43 km² groß und hatte (1999) 5740 Einwohner, was einer Bevölkerungsdichte von 30 Einwohnern pro km² entsprach. Er lag im Mittel 187 Meter über dem Meeresspiegel, zwischen 135 Meter in La Courbe und 317 Meter in Rânes.

## Gemeinden
Der Kanton bestand aus 18 Gemeinden:
| Gemeinde               | Einwohner Jahr | Fläche km² | Bevölkerungsdichte | Code INSEE | Postleitzahl |
| ---------------------- | -------------- | ---------- | ------------------ | ---------- | ------------ |
| Avoine                 | 236 (2013)     | –          | – Einw./km²        | 61020      | 61150        |
| Batilly                | 161 (2013)     | –          | – Einw./km²        | 61027      | 61150        |
| Boucé                  | 620 (2013)     | –          | – Einw./km²        | 61055      | 61570        |
| La Courbe              | 53 (2013)      | –          | – Einw./km²        | 61127      | 61150        |
| Écouché-les-Vallées    | 1.968 (2013)   | –          | – Einw./km²        | 61153      | 61150        |
| Fleuré                 | 240 (2013)     | –          | – Einw./km²        | 61170      | 61200        |
| Goulet                 | 412 (2013)     | –          | – Einw./km²        | 61194      | 61150        |
| Joué-du-Plain          | 253 (2013)     | –          | – Einw./km²        | 61210      | 61150        |
| Loucé                  | 122 (2013)     | –          | – Einw./km²        | 61236      | 61150        |
| Montgaroult            | 390 (2013)     | –          | – Einw./km²        | 61285      | 61150        |
| Rânes                  | 1.061 (2013)   | –          | – Einw./km²        | 61344      | 61150        |
| Saint-Brice-sous-Rânes | 140 (2013)     | –          | – Einw./km²        | 61371      | 61150        |
| Saint-Ouen-sur-Maire   | 104 (2013)     | –          | – Einw./km²        | 61441      | 61150        |
| Sentilly               | 127 (2013)     | –          | – Einw./km²        | 61468      | 61150        |
| Serans                 | 204 (2013)     | –          | – Einw./km²        | 61470      | 61150        |
| Sevrai                 | 246 (2013)     | –          | – Einw./km²        | 61473      | 61150        |
| Tanques                | 159 (2013)     | –          | – Einw./km²        | 61479      | 61150        |
| Vieux-Pont             | 204 (2013)     | –          | – Einw./km²        | 61503      | 61150        |

## Bevölkerungsentwicklung
| 1962 | 1968 | 1975 | 1982 | 1990 | 1999 | 2006 |
| ---- | ---- | ---- | ---- | ---- | ---- | ---- |
| 5751 | 6126 | 5922 | 5766 | 5816 | 5740 | 5963 |